# Orcs and Elves
 (juillet 2019).
Si vous disposez d'ouvrages ou d'articles de référence ou si vous connaissez des sites web de qualité traitant du thème abordé ici, merci de compléter l'article en donnant les références utiles à sa vérifiabilité et en les liant à la section « Notes et références ».
Orcs and Elves (orcs et elfes, en français) est un jeu vidéo du type jeu de rôle, où le joueur incarnent le fils de Eol (légendaire aventurier elfique), et de Fraiga la valkyrie. Orcs and Elves a été  développé par Fountainhead Entertainment, produit par id Software et publié par Electronic Arts. Il est sorti le 28 janvier 2008. Basé sur le moteur du jeu vidéo Doom RPG spécialement conçu pour téléphone mobile, le jeu a été primé sur cette plate-forme.

## Scénario
Ellon, le sceptre magique du joueur, intercepte un message mystérieux et inattendu. Tous deux pensent que le message provient du Roi Brahm, qui règne sur l'ancienne citadelle elfique du Mont Zhaeekarag. Il semble qu'une bande d'orque ait envahi les lieux, en semant le chaos et la destruction sur son passage.

## Personnages
- Ellon le sceptre magique : Ellon est un puissant sceptre doué de parole
- Gaya le dragon : le dragon de cuivre Gaya est une ancienne bête puissante et féroce qui n'a aucune pitié pour les "petites créatures".